# Błaskowizna
Błaskowizna – wieś w Polsce położona w województwie podlaskim, w powiecie suwalskim, w gminie Jeleniewo.
Na terenie Błaskowizny mieszkali ludzie na przełomie epoki brązu i wczesnej epoki żelaza. Wólka Błaskowa miała tu istnieć już w 1603 roku. 
W latach 1975–1998 miejscowość administracyjnie należała do województwa suwalskiego.